# Casa Borràs (Barcelona)

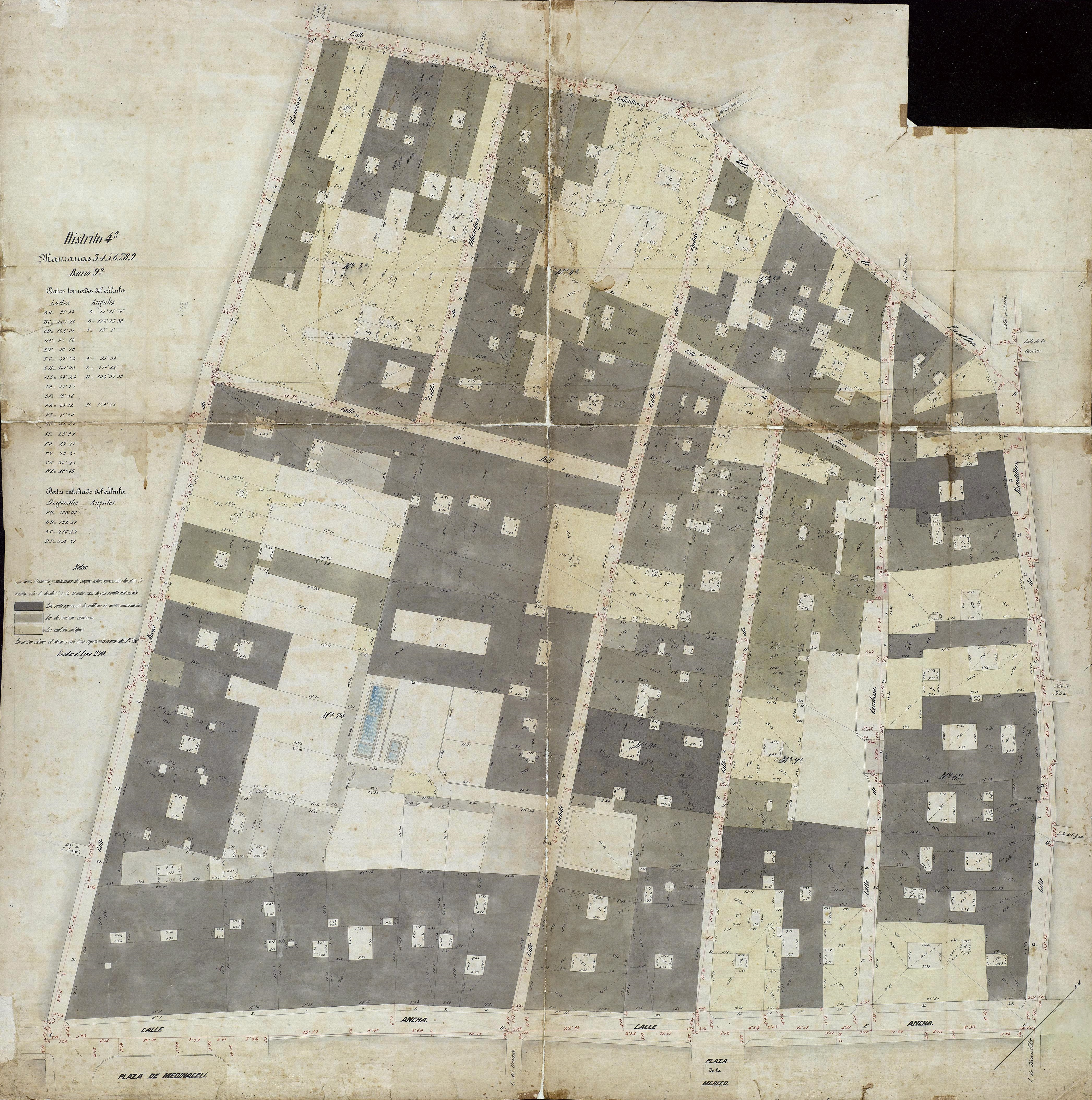
Quarteró núm. 113 de Garriga i Roca (c. 1860)

La Casa Borràs era un conjunt arquitectònic situat als carrers dels Escudellers i dels Còdols de Barcelona, actualment desaparegut.

## Història
El 1744, Francesc Antoni de Borràs i Roger de Llúria (1692-1753) va adquirir una propietat al carrer dels Escudellers i dels Còdols a la seva sogra Maria Antònia de Reard i Guitard, ampliada el 1755 per la seva vídua Manuela de Magarola i de Reard (1708-1788) amb una finca contigua al carrer dels Escudellers.
El 1785, l'hereu Albert de Borràs de Llúria i de Magarola (1740-1798), marquès consort de la Bàrcena, va demanar permís per a fer quadrades dues portes de botiga a la seva casa del carrer dels Còdols, i novament el 1787 per a reconstruir-ne la façana, que amenaçava ruïna.
La casa i el títol foren heretats pel seu fill Ramon de Borràs de Llúria i Sánchez de la Bárcena (1762-1822), que el 1800 va demanar permís per a remuntar-hi un pis i obrir-hi finestres i balcons, i novament el 1819 per a renovar-ne els guardarrodes. Fou succeït pel seu germà Manuel (1771-1850), que el 1825 va demanar permís per a obrir un balcó a la cantonada per al seu despatx d'intendent de la policia, i també eixamplar la porta principal.
Després de la mort del seu pare, el nou marquès Manuel de Borràs de Llúria i Angosto (1803-1862) va entaular un litigi amb la seva madrastra Laura Viudes (o Viudez) i Gardoqui, filla del marquès de Ríoflorido i germana de Josep Adrià Viudes i Gardoqui. Per altra banda, Joan Maria d'Oliveres i d'Estanyol (1787-1879), marquès de la Quadra, va iniciar un altre litigi contra la marquesa vídua i els hereus del marquès difunt per impagament del censal de 1.000 lliures anuals de capital i pensió anual de 30, instituït el 1790 per Albert de Borràs a favor de Lluís de Carbonell i de Ferràs.
Segons la partició judicial de la herència feta el 1861, Manuel de Borràs de Llúria i els fills de la seva difunta germana Dolors: Josep, Adelaida, Antònia, Àngela i Marianna Ortiz i de Borràs, es repartiren per meitats la finca de Barcelona, mentre que la seva germana Matilde de Borràs de Llúria i Viudes (futura marquesa) es quedà amb la finca d'Alella. A principis de l'any següent, i per a pagar diversos deutes, aquells vengueren la propietat al banquer Evarist Arnús (que era un dels creditors) i al paleta Manuel Codina, que l'enderrocaren per a construir-hi el Passatge del Rellotge.